# Dilmun (Titan)
Dilmun est une formation d'albédo claire à la surface du satellite Titan de la planète Saturne.

## Caractéristiques
Dilmun est située près de l'équateur de Titan, centrée sur 15° de latitude nord et 175° de longitude ouest.
La vaste zone sombre de Shangri-la est située au sud.

## Observation
Dilmun a été découverte par les images transmises par la sonde Cassini. Elle a reçu le nom de Dilmun, jardin paradisiaque dans la mythologie sumérienne.